# Liga dos Campeões da CAF de 2015 – Fase Final
A Fase Final da Liga dos Campeões da CAF de 2015 foi disputada entre 26 de setembro até 8 de novembro. Um total de quatro equipes participaram desta fase.

## Equipes classificadas
Os primeiros e segundo lugares de cada grupo da fase de grupos se classificaram para esta fase.
| Grupo | Vencedores | Segundo-lugares |
| ----- | ---------- | --------------- |
| A     | TP Mazembe | Al-Hilal        |
| B     | USM Alger  | Al-Merrikh      |

## Calendário
O calendário para cada fase é o seguinte.
| Fase       | Partida de ida              | Partida de volta |
| ---------- | --------------------------- | ---------------- |
| Semifinais | 25–27 de setembro           | 2–4 de outubro   |
| Final      | 30 de outubro–1 de novembro | 6–8 de novembro  |

## Semifinais
Nas semifinais o vencedor do Grupo A enfrenta o segundo lugar do Grupo B e o vencedor do Grupo B enfrenta o segundo lugar do Grupo A.
| Equipe 1   | Total | Equipe 2   | 1.º jogo | 2.º jogo |
| ---------- | ----- | ---------- | -------- | -------- |
| Al-Merrikh | 2–4   | TP Mazembe | 2–1      | 0–3      |
| Al-Hilal   | 1–2   | USM Alger  | 1–2      | 0–0      |

### Partidas de ida
| 26 de setembro | Al-Merrikh                 | 2 – 1     | TP Mazembe    | Estádio Al-Merrikh, Ondurmã |
| 21:00 (UTC+3)  | Coffie 41' · Al-Madina 80' | Relatório | Ulimwengu 77' | Árbitro: CMR Néant Alioum   |

| 27 de setembro | Al-Hilal    | 1 – 2     | USM Alger                 | Estádio Al-Hilal, Ondurmã  |
| 20:00 (UTC+3)  | El Tahir 2' | Relatório | Aoudia 13' · Baïteche 67' | Árbitro: ZAM Janny Sikazwe |

### Partidas de volta
| 3 de outubro  | USM Alger | 0 – 0     | Al-Hilal | Stade Omar Hamadi, Argel  |
| 21:30 (UTC+1) |           | Relatório |          | Árbitro: RSA Victor Gomes |

USM Alger venceu por 2–1 no placar agregado e avançou a fase final.
| 4 de outubro  | TP Mazembe                    | 3 – 0     | Al-Merrikh | Stade TP Mazembe, Lubumbashi    |
| 15:30 (UTC+2) | Samatta 53', 69' · Assalé 71' | Relatório |            | Árbitro: GAB Eric Otogo-Castane |

TP Mazembe venceu por 4–2 no placar agregado e avançou a fase final.

## Final
Na final a ordem das partidas foi definida por sorteio, realizado após o sorteio da fase de grupos (realizado em 5 de maio de 2015 na sede da CAF).
| Equipe 1  | Total | Equipe 2   | 1.º jogo | 2.º jogo |
| --------- | ----- | ---------- | -------- | -------- |
| USM Alger | 1–4   | TP Mazembe | 1–2      | 0–2      |

### Partida de ida
| 31 de outubro | USM Alger  | 1 – 2     | TP Mazembe                     | Stade Omar Hamadi, Argel  |
| 20:30 (UTC+1) | Seguer 88' | Relatório | Kalaba 27' · Samatta 79' (pen) | Árbitro: EGY Gehad Grisha |

### Partida de volta
| 8 de novembro | TP Mazembe                       | 2 – 0     | USM Alger | Stade TP Mazembe, Lubumbashi |
| 15:30 (UTC+2) | Samatta 74' (pen) · Assalé 90+5' | Relatório |           | Árbitro: GAM Bakary Gassama  |